# Oxidercia asaphisema
Oxidercia asaphisema là một loài bướm đêm trong họ Noctuidae.